# Bathybuccinum bicordatum
Bathybuccinum bicordatum is een slakkensoort uit de familie van de Buccinidae. De wetenschappelijke naam van de soort is voor het eerst geldig gepubliceerd in 1988 door Golikov & Sirenko.